# Detention (film, 2011)
Pour les articles homonymes, voir Detention.
Pour plus de détails, voir Fiche technique et Distribution.
Detention est une comédie d'horreur fantastique américaine de Joseph Kahn, sorti en 2011. Il s'agit du second long-métrage du réalisateur, huit ans après Torque (2004).

## Synopsis
Paumée, ignorée de tous, peu sûre d'elle, suicidaire, végétarienne : Riley Jones est l'étudiante la plus ringarde du lycée de Grizzly Lake, un établissement totalement azimuté où se rencontre des personnalités toutes plus délurées les unes que les autres. La vie est d'autant plus dure pour elle depuis que sa meilleure amie Ione, qu'elle ne reconnaît plus, drague le séduisant et populaire Clapton Davis, l'amour secret de Riley.
Lorsqu'un tueur en série connu sous le nom de Cinderhella sévit dans les couloirs du lycée, et parfois même bien au-delà, tous les suspects, dont Riley, Ione et Clapton font partie, sont convoqués en retenue par le Principal Verge. Piégés ensemble jusqu'à ce que le coupable se dénonce, au lieu de fêter la fin d'année au bal de promo qui se déroule simultanément, les langues vont se délier, les secrets se dévoiler, les personnalités se révéler. La vie à Grizzly Lake ne sera plus jamais la même, à moins que la fin du Monde ne surgisse dans les prochaines minutes...

## Fiche technique
- Realisation : Joseph Kahn
- Scenario : Joseph Kahn & Mark Palermo
- Produit par : Josh Hutcherson, Richard Weager, MaryAnne Tanedo
- Studio de production : Detention Films, LLC
- Directeur de la photographie : Christopher Probst
- Musique originale : Brain & Melissa (Brian Mantia & Melissa Reese)
- Design des costumes : Kim Bowen
- Montage : David Blackburn
- Distribution : The Samuel Goldwyn Company (Sortie cinéma USA) ; Sony Pictures Entertainment (Sorties internationales en DVD/Blu-ray)
- Pays de production :  États-Unis
- Langue : Anglais
- Genre : Comédie horrifique et fantastique
- Durée : 93 Minutes
- Aspect ratio : 2.35:1
- Classification : R (USA), Interdit aux moins de 12 ans (France)
- Budget (Estimation) : 10 000 000 $
- Dates de sortie :
  - États-Unis : 13 avril 2012
  - États-Unis et Canada:  : 31 juillet 2012
  - France et Belgique : 8 août 2012

## Distribution
- Shanley Caswell : Riley Jones
- Josh Hutcherson : Clapton Davis
- Dane Cook : Principal Verge
- Spencer Locke : Ione Foster

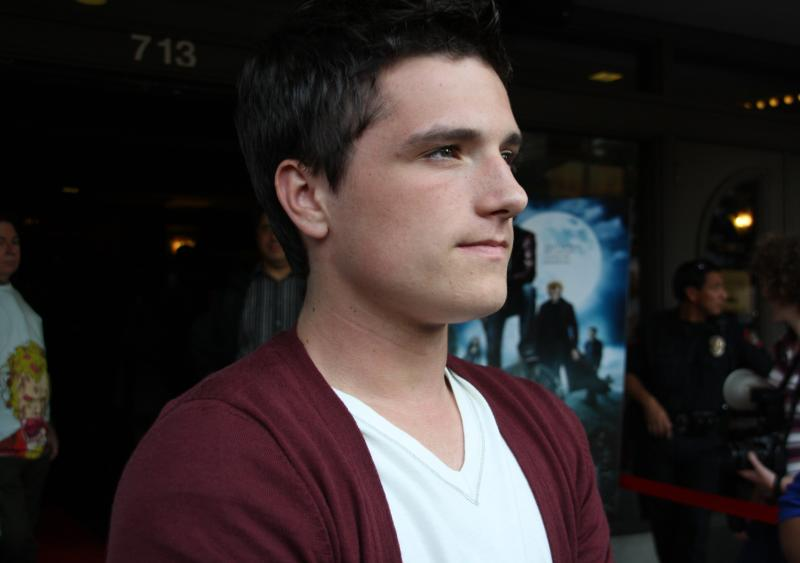
Josh Hutcherson, interprète de Clapton Davis

- Aaron David Johnson : Sander Sanderson
- Walter Perez : Elliot Fink
- Patti D'Arbanville : Sloan
- Silvia Tortosa : Gretchen
- Lindsey Morgan : Alexis Spencer
- Eion Bailey : Billy Nolan
- Kristina Pešić : Sloan's teenage girl
- Marque Richardson (VF : Fares Boudidit) : Toby T.
- Dumbfoundead (de son vrai nom Jonathan Park) : Toshiba
- Organik (de son vrai nom Travis Fleetwood) : Gord

## Bande originale
Bien qu'aucun disque n'ait été édité, on retrouve de nombreux groupes de la scène rock alternatif (Metric, Hole, The Kills) sur la bande originale du film, mais également des artistes issus d'autres courants musicaux (50 Cents, MC Hammer, entre autres).
| Interprète                   | Titre                                      | Scène                                           |
| ---------------------------- | ------------------------------------------ | ----------------------------------------------- |
| Holy Fuck                    | Frenchy                                    | Scène d'ouverture                               |
| Goldfrapp                    | Ooh La La                                  | Scène d'ouverture                               |
| Wavves                       | When Will You Come                         | (Inconnu)                                       |
| Tobacco                      | Supergum                                   | Scène d'ouverture                               |
| Monarchy                     | You Don’t Want To Dance With Me            | (Inconnu)                                       |
| The Raveonettes              | Lust                                       | (Inconnu)                                       |
| Brain and Melissa            | Reached The End                            | (Scène nostalgique après mort de Billy)         |
| Frankie Rose and The Outs    | Don’t Tred                                 | (Inconnu)                                       |
| Frankie Rose and The Outs    | Candy                                      | (Inconnu)                                       |
| Frankie Rose and The Outs    | You’re No Good                             | (Inconnu)                                       |
| Brain and Melissa            | MMM BOP (Remix)                            | Fete de Promotion 2011                          |
| C&C Music Factory            | Gonna Make You Sweat (Everybody Dance Now) | Ione présente sa chorégraphie de danse au coach |
| Metric                       | Help I’m Alive                             | Entendu dans le bowling                         |
| Crocodiles                   | I Wanna Kill                               | (Inconnu)                                       |
| The Kills                    | U.R.A Fever                                | Entendu à la fête chez Sander                   |
| Colourmusic                  | YES!                                       | (Inconnu)                                       |
| The Raveonettes              | Aly, Walk With Me                          | (Inconnu)                                       |
| The Pussycat Dolls           | When I Grow Up                             | Les heures de colle des années 2008             |
| 50 Cent                      | In Da Club                                 | Les heures de colle des années 2000             |
| The Bravery                  | An Honest Mistake                          | (Inconnu)                                       |
| The Backstreet Boys          | Everybody (Backstreets Back)               | heures de colle des années 1998                 |
| Hole                         | Violet                                     | (Inconnu)                                       |
| Baby James                   | I Swear                                    | (Inconnu)                                       |
| Public Enemy                 | Fear of a Black Planet                     | (Inconnu)                                       |
| MC Hammer                    | 2 Legit 2 Quit                             | (Inconnu)                                       |
| House of Pain                | Jump Around                                | Riley retourne en 1992                          |
| The Backstreet Boys          | As Long As You Love Me                     | (Inconnu)                                       |
| Chubb Rock                   | Treat’em Right                             | (Inconnu)                                       |
| TV on the Radio              | Wolf Like Me                               | Générique de fin                                |
| Brain & Melissa & Baby James | Fields of Gold                             | (Inconnu)                                       |

## Anecdotes
- Detention a majoritairement été financé sur les économies personnelles du réalisateur Joseph Kahn[1].

- Lors d'une scène en classe, un professeur parle du convecteur temporel (« flux capacitor » en version originale) et inscrit (« 1.21 gigawatts » au tableau). Ce sont deux références directes au film Retour vers le futur, qui lui aussi a pour sujet le voyage dans le temps, et dans lequel de Docteur Emmett Brown se doit d'alimenter à hauteur de 1.21 gigawatts son convecteur temporel pour le faire fonctionner (« 2,21 gigowatts » dans la version française du film).

- Un personnage évoque le couple Clapton Davis/Lone Foster en ces termes "(It) makes as much sense as that stupid movie Torque" (littéralement "Ça n'a pas plus de sens que ce film stupide qu'est Torque").
- Torque est le précédent long-métrage du réalisateur Joseph Kahn, film qui peine toujours à trouver son public, 8 ans après sa sortie en salles[2].